# Jogos Asiáticos de Artes Marciais e Recinto Coberto
Os Jogos Asiáticos de Artes Marciais e Recinto Coberto serão um evento multiesportivo realizado a partir de 2013 com a presença de Comitês Olímpicos Nacionais da Ásia, fruto da fusão dos Jogos Asiáticos em Recinto Coberto e dos Jogos Asiáticos de Artes Marciais. Três cidades são candidatas para organizar a primeira edição :Incheon, na Coreia do Sul, Kaohsiung em Taiwan e Manama no Bahrein. 